# Papaveretum
El Papaveretum es una preparación que contiene tres de los principales alcaloides del opio según el siguiente esquema: Es una mezcla de 253 partes de clorhidrato de morfina, 23 partes de clorhidrato de papaverina y 20 partes de clorhidrato de codeína. El nombre proviene de la planta de donde se extrae  el opio: Papaver somniferum.
Fue una de las primeras fórmulas analgésicas disponibles, aunque es ahora relativamente poco común debido a la disponibilidad más amplia de opioides simples y sintéticos. De cualquier modo, el Papaveretum se sigue utilizando principalmente como un sedante preoperatorio, pero también para el dolor moderado a intenso. Existen muchas marcas comerciales, principalmente en Japón y Taiwán.
En comparación con la morfina, el papaveretum tiene menos efectos secundarios gastrointestinales y poco potencial de abuso ya que la administración IV a dosis bajas produce dolores de cabeza severos en la mayoría de los individuos. Un componente adicional, la noscapina, se eliminó de la fórmula en 1993 debido a posibles efectos genotóxicos.